# 恰美術館
恰美術館（あたかびじゅつかん）は、徳島県鳴門市撫養町林崎の妙見山公園（妙見山）にあった美術館。2001年（平成13年）11月4日に閉鎖。財団法人恰美術館が管理・運営を行っていた。

## 概要
1992年（平成4年）3月にオープン。染色工芸家・芹沢銈介展を中はじめ、「追悼・黒澤明展」等の企画展を開催してきたが、町田市立国際版画美術館所蔵の「歌舞伎と美人の浮世絵展」をもって2001年（平成13年）11月4日に閉館。
入り口付近には三輪和彦のオブジェがあり、休憩室からは鳴門海峡、淡路島の景色が一望できた。